# NGC 1519
NGC 1519 je galaksija u zviježđu Eridanu.

## Vanjske poveznice
- SEDS: NGC 1519